# Pomonatempel

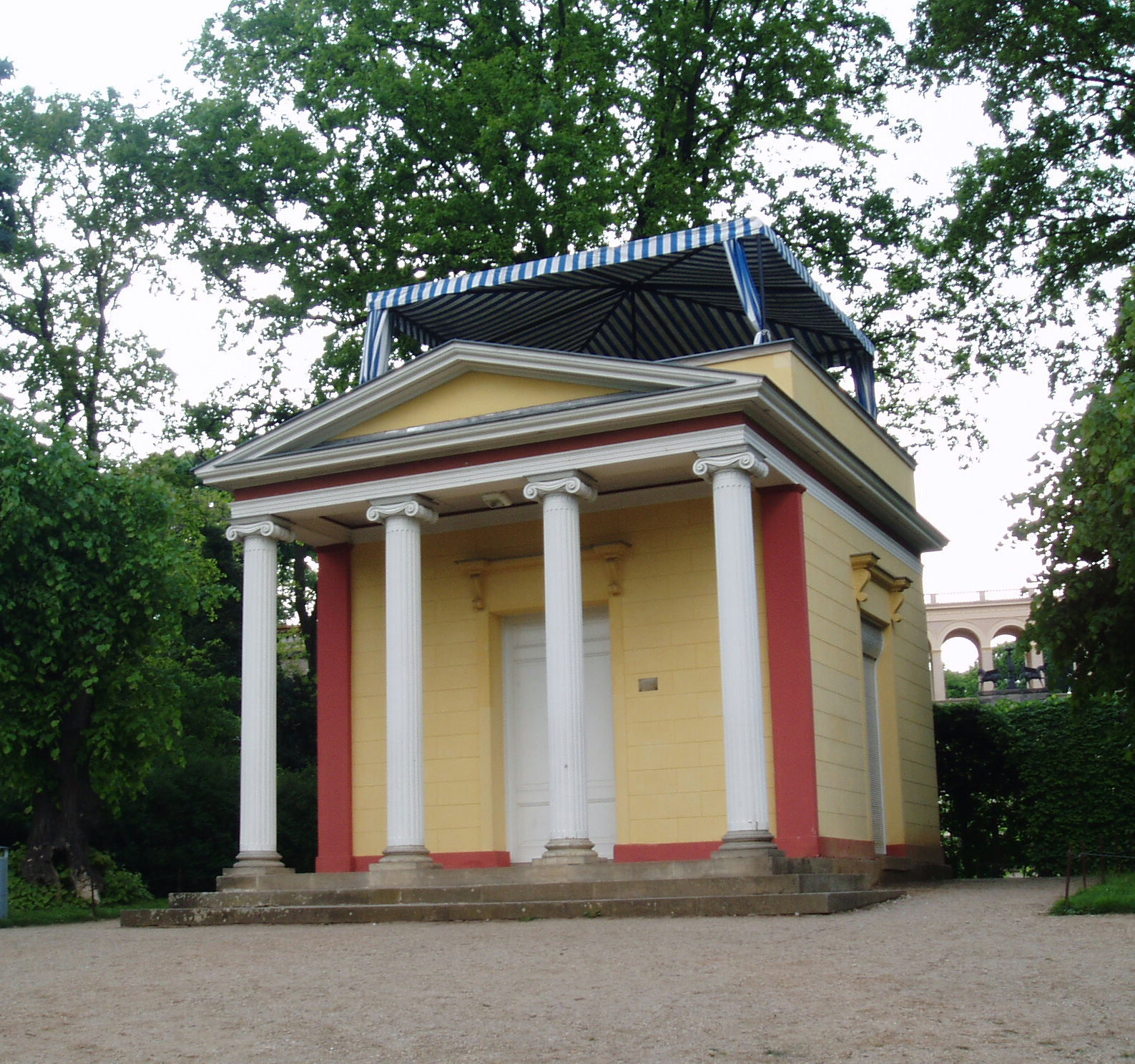
Pomonatempel. Rechts im Hintergrund der Arkadengang im Mittelteil des Belvedere auf dem Pfingstberg

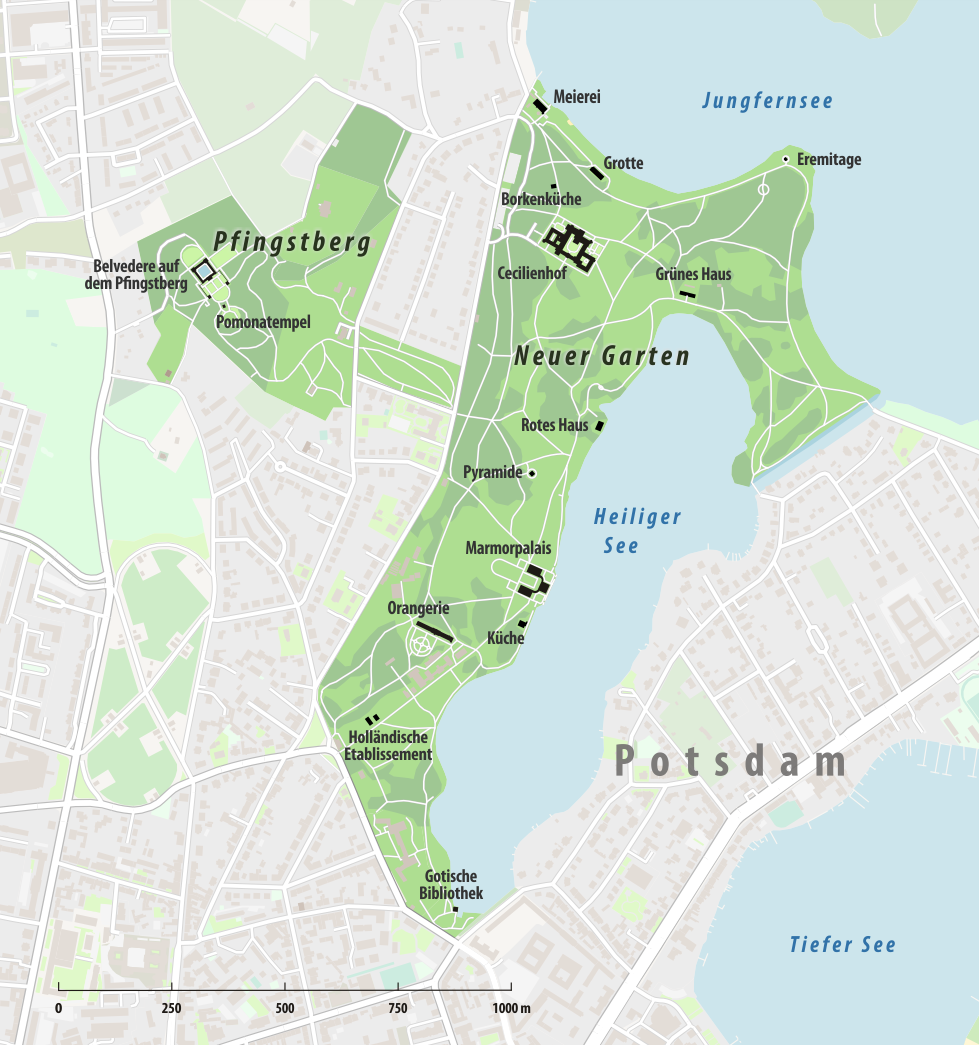
Der Pomonatempel liegt auf dem Pfingstberg.

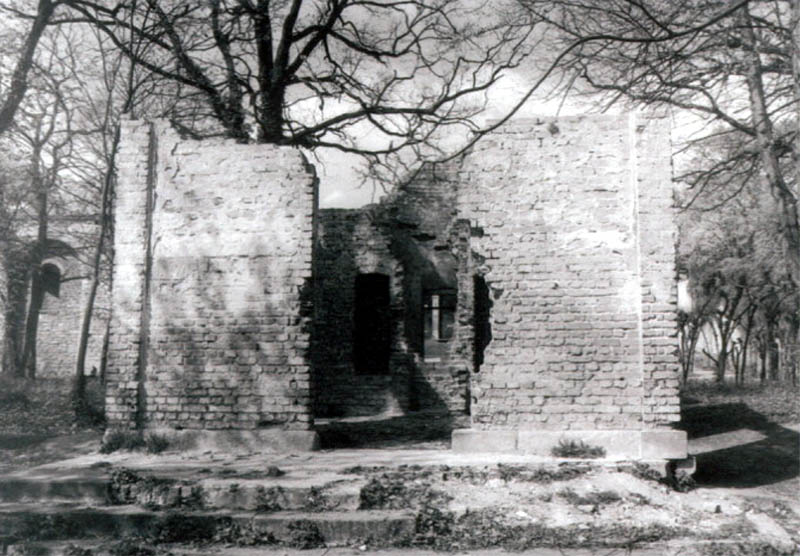
Pomonatempel, Zustand 1990

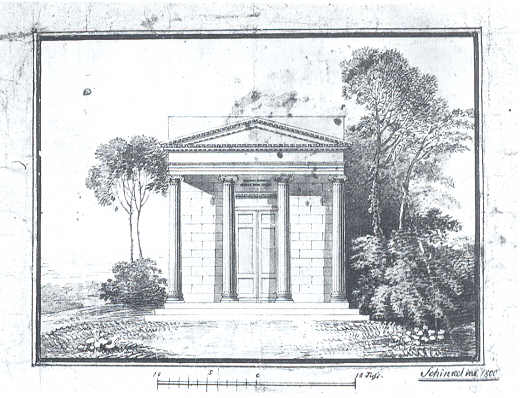
Entwurfszeichnung von Karl Friedrich Schinkel, 1800

Der Pomonatempel ist ein kleiner Pavillon auf dem Pfingstberg in Potsdam, südlich unterhalb des Belvederes. Er ist seit 1999 Teil des UNESCO-Weltkulturerbes.

## Geschichte
Der Temple de Pomone gilt als der erste realisierte Bauentwurf des zu der Zeit noch unbekannten 19-jährigen Karl Friedrich Schinkel.
Auftraggeber für die Errichtung des Gebäudes war der Königlich Preußische Geheime Rath Carl Ludwig von Oesfeld (1741–1804). Um 1800 entstand er als Teepavillon in strengen klassischen Formen nach antiken Vorbildern.
In Verbindung zum Standort, dem ehemals großen privaten Weingarten Oesfelds, wird die Namenswahl gesehen. Pomona ist die römische Göttin der Früchte. Friedrich Wilhelm III. erwarb 1817 das Grundstück mit dem antik aussehenden Gebäude, das von der königlichen Familie für gelegentliche Aufenthalte genutzt wurde.
Nach dem Zweiten Weltkrieg geriet der Pavillon in Vergessenheit – bedingt durch den Einzug sowjetischer Militärangehöriger in das Villenviertel unterhalb des Pfingstbergs – und verfiel ab 1961 zur Ruine, nachdem das nahegelegene Belvedere als Aussichtspunkt auf die Berliner Mauer gesperrt wurde. In den Jahren 1992/93 konnte der Pomonatempel mit Hilfe der Hermann Reemtsma Stiftung wieder aufgebaut werden. Der Tempel ist im Besitz der Stiftung Preußische Schlösser und Gärten Berlin-Brandenburg, wird aber seit dem Wiederaufbau vom Förderverein Pfingstberg in Potsdam e. V. betrieben, der im Pavillon wechselnde Kunstausstellungen regionaler Künstler veranstaltet.

## Architektur
Schinkel wählte für den Teepavillon die Form eines griechischen Tempels, wie die Nordfassade des Erechtheions auf der Akropolis von Athen. Der Pavillon hat einen fast quadratischen Grundriss. An den Seiten des kubischen Baukörpers wird das Dachgesims am Portikus hinausgeführt und von vier hölzernen ionischen Säulen gestützt. Ein nach hinten offener, flacher Dreiecksgiebel schmückt die Vorderfront. Die dahinterliegende Dachterrasse wird von einer Brüstung begrenzt. Das im Sommer auf der Dachterrasse aufgestellte Sonnenzeltdach aus blauweiß gestreiftem festem Stoff ist kaum datierbar. Von einem zylindrischen Anbau an der Rückseite erreicht man über eine Wendeltreppe das Flachdach. Der einzige Innenraum wird vom Portikus betreten. Je eine Fenstertür an den beiden Seitenwänden lässt Licht in das Innere. Der Kamin gegenüber der Eingangstür wird von zwei schmalen, hohen Nischen flankiert. 2011 gestaltete die in Berlin lebende Künstlerin Elisabeth Sonneck den Tempelinnenraum mit lichten Blautönen. Bei der Gestaltung der Gartenanlage des Belvedere durch Peter Joseph Lenné wurde der Pomonatempel miteinbezogen.